# Вёльфлин, Генрих
Генрих Вёльфлин (нем. Heinrich Wölfflin; 21 июня 1864, Винтертур — 19 июля 1945, Цюрих) — швейцарский писатель, историк и теоретик искусства. Создатель так называемого «формального метода» изучения произведений изобразительного искусства, оказавшего значительное влияние на развитие науки об искусстве.

## Биография
Генрих Вёльфлин родился в образованной швейцарской семье профессора классической филологии Эдуарда фон Вёльфлина (1831—1908) и Берты фон Троль. Его отец читал лекции в университетах Цюриха (1856—1875), Эрлангена (1875—1880) и Мюнхена (1880—1905). Он был одним из инициаторов создания справочника-тезауруса по латинскому языку (Thesaurus Linguae Latinae). Младший брат — Эрнст Вёльфлин (1873—1960) — медик-офтальмолог.
Генрих учился в колледже Эрлангена, перешёл во второй класс гимназии Максимилиана в Мюнхене (Maximiliansgymnasiums), которую окончил в 1882 году. Он изучал философию в Базельском университете, Берлинском университете имени Фридриха Вильгельма (Friedrich-Wilhelms-Universität Berlin). Историю искусства — в Университете Людвига-Максимилиана в Мюнхене (Ludwig-Maximilians-Universität München), где его учителем был Якоб Буркхардт. Тема его инаугурационной диссертации, защищенной в Мюнхенском университете в 1886 году — «Введение в психологию архитектуры» (Prolegomena zu einer Psychologie der Architektur). Последующее двухлетнее пребывание стипендиатом Немецкого археологического института в Риме (Deutschen Archäologischen Institut in Rom) привело к его написанию докторской диссертации «Ренессанс и барокко» (Renaissance und Barock, 1888). В то время Вёльфлину было всего двадцать четыре года.
В 1893 году Генрих Вёльфлин сменил своего учителя Якоба Буркхардта на посту профессора истории искусств в Базельском университете. В 1901—1912 годах Вёльфлин руководил кафедрой истории искусств Берлинского университета. В декабре 1911 года прочитал в Берлинской Академии наук лекцию «Проблема стиля в изобразительном искусстве». В 1911—1925 годах работал в Мюнхене, преподавал вместо скончавшегося Бертольда Риля в Университете Людвига-Максимилиана, затем, с 1925 года в Цюрихе.
В Базеле у него были ученицы, такие как Адель Штёклин (1876—1960), которая позднее защитила докторскую диссертацию, художница Мария Лотц (1877—1970), Эмми Элизабет Кёттген (1868—1948), окончившая институт Цюриха, а затем стала учителем в Вальденбурге, и Мария Гундрум, поддерживавшая постоянную переписку с учителем.
Его учениками были Август Грисбах, Эрвин Антон Гуткинд, Эрнст Гомбрих, Курт Герстенберг, Карл Эйнштейн, Герман Бенкен, Эрнст Галь, Макс Зауэрленд, Пауль Франкл, Вальтер Рем, Эрвин Панофский, Курт Мартин, Юстус Бир и Ханс Роуз, а также художник Альф Байрл.
С 1922 года Генрих Вёльфлин был членом-корреспондентом Баварской академии наук. В 1941 году был удостоен звания почётного доктора (Honoris causa) Цюрихского университета, в 1944 году — Берлинского университета.
Генрих Вёльфлин скончался 19 июля 1945 года в Цюрихе. Похоронен в семейной могиле на кладбище Вольфготтзакер в Базеле. Свою библиотеку и коллекцию фотографий он завещал Цюрихскому университету.

## Вклад в теорию искусства
На создание Вёльфлиным оригинальной теории искусства повлияли концепция истории культуры Якоба Буркхардта и теория «чистой визуальности» (нем. reine Sichtbarkeit) немецкого философа неокантианца Конрада Фидлера, одного из инициаторов создания «Римского кружка» (нем. Römischer Кreis) — творческого объединения художников немецкого неоклассицизма в Италии. Членом этого кружка был выдающийся скульптор и теоретик искусства Адольф фон Гильдебранд, развивавший эти идеи в целостную теорию формообразования (нем. Formgebung) в изобразительном искусстве. Вёльфлин написал восторженную рецензию на книгу Гильдебранда «Проблема формы в изобразительном искусстве» (1893). Позднее Вёльфлин говорил, что «Гильдебранд научил его видеть». Вёльфлин называл себя «фанатиком зрения», он, как и Фидлер, был убеждён, что произведение искусства можно понять только «зрительно», через форму, обладающую собственной ценностью и «не сводимую ни к чему другому». В своих работах он также использовал наблюдения Корнелиуса Гурлитта о процессах формирования искусства барокко.
В Берлине Вёльфлин слушал лекции немецкого историка культуры Вильгельма Дильтея об историческом развитии наук о духе. Дильтей рассматривал историю как «философию духа», а свою концепцию именовал «эмпирической наукой о проявлениях духа». Вёльфлин и сам стремился с ранних лет трактовать историю изобразительного искусства «на философский лад» как историю духовных состояний человека. Его не удовлетворяла классическая университетская «описательная история искусства», собственную концепцию Вёльфлин назвал «систематической». Он был убежден, что для изучения истории искусства необходимо одновременно быть философом и художником (письмо к родителям, декабрь 1882 г.). Неокантианские взгляды Вёльфлина позволили ему выявить убедительные сравнения художественных форм, выработанных в эпоху Возрождения и барокко. Он был одним из первых лекторов, которые использовали в своих лекциях два слайд-проектора, что позволяло напрямую сравнивать произведения искусства друг с другом.
В отличие от своих предшественников Вёльфлин рассматривал категории «ренессанс» и «барокко» как различные психологические интерпретации одного стиля. В работах Вёльфлина стиль барокко, прежде всего в архитектуре, впервые предстал не как нечто чуждое и противоположное Ренессансу, а в качестве «психологической интерпретации ренессансных ордерных форм». Вёльфлин был убежден, что историк искусства обязан учиться особому, специальному способу зрительного восприятия, или «мышления формой», для чего необходимо изучать произведения изобразительного искусства «с карандашом в руках». Он считал, что для историка искусства «нет ничего полезнее, чем рисовать самому». Жермен Базен приводил пример, когда он сам никак не мог понять композицию «португальского алтаря эпохи барокко» и, «лишь взяв в руки карандаш, сумел во всём разобраться» и этот «художественный жест помог мне сделать предельно ясным зрительное восприятие».
На основе наблюдений художественных феноменов, определяемых классической оппозицией «ренессанс — барокко», Вёльфлин вывел пять диалектических пар «основных понятий истории искусства» и привёл их в своей работе «Основные понятия истории искусства» (1915):
1) линейность — живописность;
2) плоскость — глубина;
3) замкнутая форма — открытая форма (тектоничность и атектоничность);
4) множественность — единство (множественное единство и целостное единство);
5) ясность — неясность (безусловная и условная ясность).
Левая часть «пар понятий» характеризует по утверждению Вёльфлина ранние стадии развития любого исторического типа искусства, а также искусство классицизма, правая — поздние стадии и искусство стиля барокко. Многообразие переходных стадий развития стиля характеризуется взаимодействием всех пяти «пар понятий истории искусства». Таким образом устанавливается периодичность и повторяемость отдельных стадий развития художественных форм и универсальность характеризующих их терминов: архаический, классический, барочный.
Вёльфлина обвиняли в том, что его «основные понятия» являются абстрактными категориями, оторванными от содержания. На самом деле обвинения Вёльфлина в формализме и схематизме несостоятельны. Величайшая заслуга Вёльфлина состоит в том, что он ввёл в искусствознание систему парных категорий, вынуждающих исследователя для характеристики частных явлений использовать производные нюансированные определения.
Сам Вёльфлин гордо провозгласил себя формалистом: «Я среди историков искусства — „формалист“. Это название я принимаю как почётный титул, поскольку речь идет о том, что я всегда видел первую задачу историка искусства в анализе пластической формы…». Однако на страницах книги «Классическое искусство» (1899) он продемонстрировал великолепные примеры нюансированного стилевого анализа отдельных произведений изобразительного искусства.
Вёльфлина называли «Гегелем в истории искусства». Однако Ж. Базен утверждал, что «идеалистические воззрения Вёльфлина» тяготели не к «механистической диалектике Гегеля, а к кантианству» и сравнивал «критику чистого зрения» Генриха Вёльфлина с «Критикой чистого разума» Иммануила Канта. Вёльфлин также выдвинул лозунг «истории искусства без имен» (нем.  Kunstgeschichte ohne Namen), подразумевая, что в основу его исторической концепции положены закономерности формообразования, а не биографии художников, «великих людей и даже имён народов». Этот лозунг, как и следовало ожидать, вызвал шквал новых обвинений. Вёльфлин в оправдание подчёркивал «провокационный характер» этого выражения, заметив, что «неизвестно, где его подхватил, но в ту пору оно висело в воздухе». В лице Генриха Вёльфлина классическое искусствознание обратилось непосредственно к изучению закономерностей формообразования, специфичным именно для изобразительного искусства.
Несмотря на критику и обвинения в формализме, теория Вёльфлина остаётся актуальной и перспективной для искусствознания XX—XXI веков, поскольку её смысл заключается не в схеме и не в терминах, а в самом механизме формообразования в истории изобразительного искусства. Его деятельность была направлена на поиск «фундаментального понимания условий, которые остаются бесспорно действительными для нашего восприятия во все времена».

## Основные публикации
- Пролегомены к психологии архитектуры (Prolegomena zu einer Psychologie der Architektur). 1886—1887
- Юношеские работы Микеланджело (Die Jugendwerke des Michelangelo). 1891
- Ренессанс и барокко: Исследование природы и происхождения стиля барокко в Италии (Renaissance und Barock: eine Untersuchung über Wesen und Entstehung des Barockstils in Italien). 1888 (на русском языке: 1913, 2004
- Классическое искусство. Введение в изучение итальянского Возрождения (Die klassische Kunst. Eine Einführung in die italienische Renaissance). 1899 (на русском языке: 1912, 1997, 1999)
- Искусство Альбрехта Дюрера (Die Kunst Albrecht Dürers). 1905
- Основные понятия истории искусства: Проблема развития стиля в новом искусстве (Kunstgeschichtliche Grundbegriffe: Das Problem der Stilentwicklung in der neueren Kunst). 1915 (на русском языке: 1930, 1994, 2002, 2009, 2017, 2020 (2 изд.))
- Толкование произведений искусства (Das Erklären von Kunstwerken). 1921
- Бамбергский апокалипсис. Иллюминированная рукопись из Райхенау, датируемая 1000 годом (Die Bamberger Apokalypse. Eine Reichenauer Bilderhandschrift vom Jahre 1000). 1918.
- Искусство Ренессанса в Италии и германское чувство формы (Die Kunst der Renaissance Italien und das deutsche Formgefühl). 1932 (на русском языке: Искусство Италии и Германии эпохи Ренессанса: 1934)
- Вёльфлин Г. Ренессанс и барокко. — Москва: Издательство Юрайт, 2021. — С. 169. — ISBN 978-5-534-12514-6.
- Вёльфлин Г. Основные понятия истории искусств. — Москва: Издательство Юрайт, 2021. — С. 296. — ISBN 978-5-534-05288-6.
- Вёльфлин Г. Искусство Италии и Германии эпохи Ренессанса. — Москва: Издательство Юрайт, 2020. — С. 181. — ISBN 978-5-534-05247-3.